# Албазинский сельсовет (Сковородинский район)
Албази́нский сельсове́т — сельское поселение в Сковородинском районе Амурской области.
Административный центр — село Албазино.

## История
11 апреля 2005 года в соответствии с Законом Амурской области № 473-ОЗ муниципальное образование  наделено статусом сельского поселения.

## Население
| 2002 | 2010 | 2011 | 2012 | 2013 | 2014 | 2015 |
| ---- | ---- | ---- | ---- | ---- | ---- | ---- |
| 622  | ↘419 | ↘417 | ↘406 | ↘403 | ↘392 | →392 |
| 2016 | 2017 | 2018 | 2021 |      |      |      |
| ↘383 | ↘376 | ↘368 | ↘269 |      |      |      |

## Состав сельского поселения
| № | Населённый пункт | Тип населённого пункта       | Население |
| - | ---------------- | ---------------------------- | --------- |
| 1 | Албазино         | село, административный центр | ↘357      |
| 2 | Осежино          | село                         | ↘11       |